# Стівен Вілсон

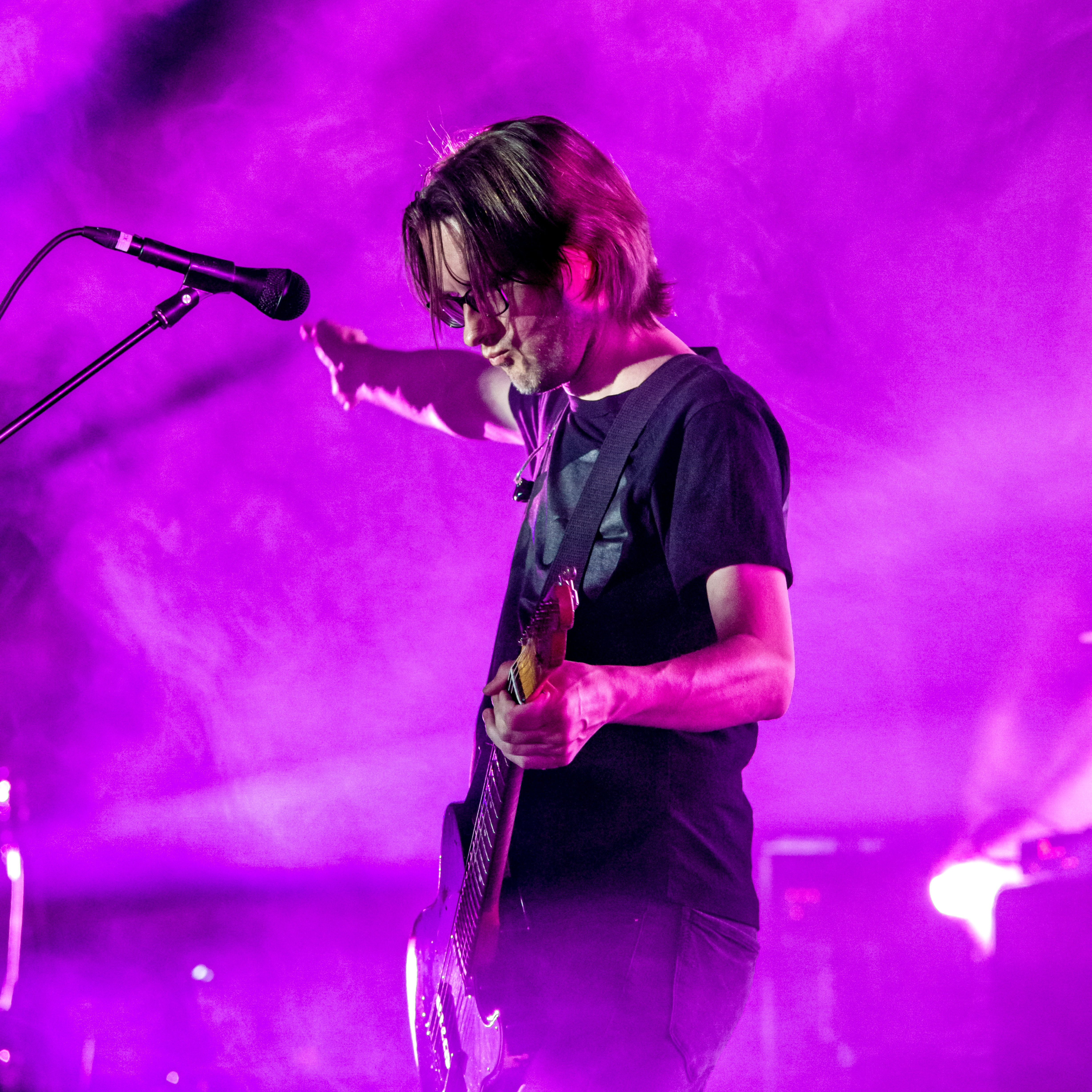
Steven Wilson, на ZMF 2018 в Фрайбург Німеччина

Стівен Джон Вілсон (англ. Steven John Wilson, нар.3 листопада 1967, Кінгстон-апон-Темс) — англійський музикант, співак, автор пісень і продюсер, найбільше пов'язаний з жанром прогресивного рока. Став відомим як засновник, фронтмен, гітарист і автор пісень групи Porcupine Tree, а також член інших груп, включаючи Blackfield.
За 30-річну музичну кар'єру, Вілсон створив багато музики і отримав визнання критиків.
Він здобув чотири номінації нагороди Греммі, двічі з Porcupine Tree, та по одній номінації з гуртом Storm Corrosion і як соло артист. 2015 року Вілсон отримав три нагороди Progressive Music Awards в Лондоні за його внесок до жанру, і він був названий «королем прог-року» (англ. the king of prog rock). Проте, його робота лишається далеко від мейнстриму (широко поширеної музики). Видання Дейлі телеграф описало його як «найуспішніший британський артист, якого ви ніколи не чули».
Сольно випустив сім студійних альбомів і 5 міні-альбомів. Вихід шостого альбому The Future Bites відбувся 29 січня 2021 року. Повністю унікальне і єдине лімітоване видання альбому було продане за 10 000 фунтів стерлінгів у Чорну п'ятницю в листопаді 2020 року. Кошти від продажу пішли до благодійної організації Music Venue Trust на підтримку британських музичних майданчиків, що постраждали від пандемії COVID-2019.

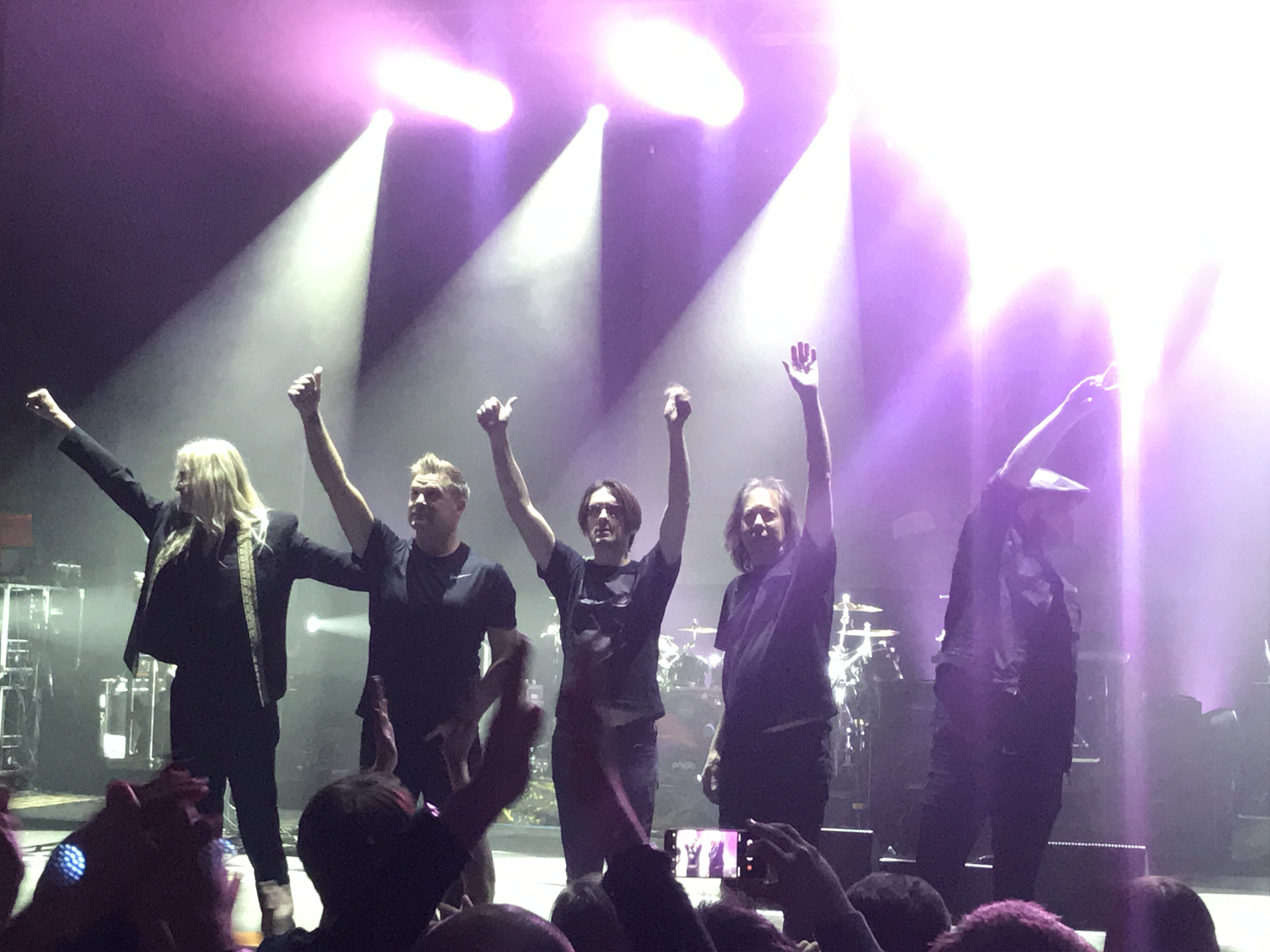
Концерт в Києві 2019 року, Жовтневий палац. (Стівен Вілсон в центрі)

В березні 2019 року в Жовтневому палаці відбувся перший сольний концерт Стівена Вілсона в Україні.

## Життя і творчість

### Раннє життя та перші гурти
Стівен Вілсон народився 1967 року у Кінгстон-апон-Темс, що неподалік від Лондону. Коли Стівену було 6 років, його сім'я переїхала на схід Англії, до Гемел-Гемпстеду, де через пару років Вілсон і виявив свій інтерес до музики. На Різдво його батьки зробили подарунок у вигляді платівок один одному. Мати отримала альбом Pink Floyd «The Dark Side of the Moon», а батько  — альбом «Love to Love You Baby» Донни Саммер. Вони постійно грали в їх сім'ї, що й сформувало його музичні смаки. Помітивши зацікавленість сина музикою, батьки змушували його навчитись грати на гітарі, але йому це не подобалось. Однак, коли йому було 11, він знайшов на горищі класичну гітару на нейлонових струнах і почав експериментувати з нею. Через рік його батько, що за професією був інженером-електроніком, змайстрував для сина магнітофон для багатоканального запису і вокодер, тож Стівен продовжив експерименти, але вже з можливостями студійного запису.
1982 року Стівен Вілсон і його троє шкільних друзів (Том Дуссек (англ. Tom Dussek), Саймон Вокінгс (англ. Simon Vockings) і Марк Гордон (англ. Mark Gordon) заснували прог-рок гурт Karma. Паралельно з цим, Вілсон, якому було 15 років, разом з клавішником Вокінгсом записує свій перший альбом «Prayer for the Soul» і називає проєкт Altamont. Вони виконують пісні у жанрі електроніки і краут-року на вірші однокласника Алана Даффі (англ. Allan Duffy). Альбом вийшов у вересні 1983 на касеті під лейблом Даффі Acid Tapes, проте пізніше запис було знищено на прохання Вілсона. У 2002 році тиражем, що складає 300 копій вийшла друга платівка проєкту, «Untitled», що містить записи 1983—1984 рр.
Karma записує перший демо-запис «The Joke's On You» і випускає його у жовтні 1983, а у 1985 — «The Last Man To Laugh», другий. Вони давали концерти по Гартфордширу, але гурт припиняє своє існування у 1986 році.
Вілсон приєднується до гурту Pride of Passion як клавішник, замінюючи Брайена Джеллімена (екс-Marillion). На той час, гурт складався з бас-гітариста Діза Міннітта (англ. Diz Minnitt, екс-Marillion), гітариста Найджела Спенвейна (Nigel Spennewyn) і барабанщика Гранта Глімора (Grant Gilmour). Згодом, гурт перейменувався у Blazing Apostles, міняє жанри виконання і розпадається у 1987 році.

### 1987—1990: початокPorcupine TreeтаNo-Man
1986 року Вілсон записує трек «From a Toyshop Window» і пізніше того ж року додає цю пісню, вказавши виконавця No Man Is An Island (Except The Isle Of Man), до збірки «Exposure», яку видає тиражем 700 копій. Наступного року до проєкту долучився вокаліст і автор-виконавець Тім Баунесс. Перша пісня, яку вони сворили разом називалась «Faith's Last Doubt». Наприкінці 1987 року її було включено до наступної збірки Вілсона «Double Exposure».
Але Вілсон, натхненний психоделічним і прог-роком 60-70-х, того ж 1987 року разом Малколмом Стоксом (англ. Malcolm Stocks) заснував ще один проєкт, що отримав назву Porcupine Tree. Вважаючи, що слухачів не зацікавить реальна біографія, вони сфабрикували детальний життєпис гурту, включно з інформацією про учасників і назви альбомів, а також про такі вигадані події, як зустріч на рок-фестивалі 70-х років тощо. Все це було написано на 8 сторінках буклету, що йшов з першим альбомом. Купивши студійне обладнання, Стівен почав працювати над матеріалом для цього проєкту.

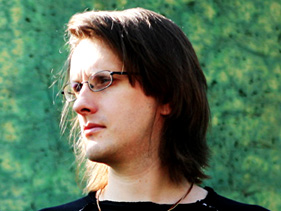
Стівен Вілсон у 1989 році

У 1988 році у No Man Is An Island проходить перша студійна сесія, після якої до проєкту долучається скрипаль Бен Коулман (англ. Ben Coleman). 1989 року учасником гурту стає гітарист Стюарт Благон (англ. Stuart Blagden) і у Лондоні відбувається їх перший концерт. Вже в травні цього року виходить їх перший подвійний сингл «The Girl From Missouri». Пізніше того ж року Стюарт Благон покидає гурт і учасники скорочують назву до No-Man.
Перший демо-альбом Porcupine Tree «Tarquin's Seaweed Farm», тиражем в 50 копій і тривалістю 80 хвилин, побачив світ у 1989 році, та містив ранню версію пісні «Radioactive Toy». Одна з копій потрапила до Річарда Аллена (англ. Richard Allen), дописувача британського журналу Encyclopaedia Psychedelica і співредактора журналу психоделічного гаражного року Freakbeat, який розмістив рецензію на альбом в обидвох часописах. Хоча Аллену й не все сподобалось з наданого матеріалу, переважно альбом отримав позитивний відгук.

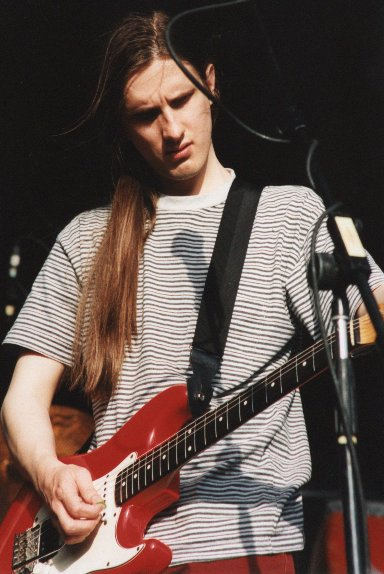
Стівен Віслон у 1997 році на фестивалі Strawberry Fair

### 2019—2021:The Future Bites
26 травня 2019 року Вілсон підтвердив у своєму акаунті Instagram, що триває процес написання та запису його шостого студійного альбому. Очікувалося, що він вийде в 2020 році. Альбом продюсував Девід Костен (англ. David Kosten), також знаний як Faultline, що робить майбутній альбом Вілсона другим, який не буде продюсуватися ним самим. 21 жовтня 2019 року Вілсон оголосив про турне «The Future Bites Tour», своє найбільше і найамбітніше шоу на сьогодні. Його планували виконати на великих аренах у Великій Британії, Франції, Німеччині, Нідерландах та Польщі у вересні 2020 року. 24 грудня 2019 року Вілсон оголосив, що його шостий студійний альбом близький до завершення і пообіцяв подальші новини на початку 2020 року.
5 березня 2020 року Вілсон розпочав тизер-кампанію у своїх інтернет-каналах, зосередившись на темах споживацтва, брендування товарів та маніпулятивних соцмереж. Кількома днями пізніше, Вілсон опублікував обкладинку «Personal Shopper» з датою 12 березня на ній.
12 березня було оприлюднено перший сингл «Personal Shopper», назву альбому The Future Bites і дату його виходу — 12 червня 2020 року. Однак 22 квітня дату виходу  The Future Bites  перенесено на 29 січня 2021 року через логістичні/творчі проблеми, з якими стикається музична індустрія на тлі пандемії COVID-19.
У травні 2020 року Вілсон випустив «The Album Years» — аудіо-подкаст, який веде разом зі своїм партнером по No-Man, Тімом Боунессом. Подкаст був дуже успішним після випуску, очоливши чарти в усьому світі на Apple Podcasts.
22 вересня Вілсон оновив список пісень у The Future Bites і випустив новий сингл «Eminent Sleaze», разом із випуском відео, створеним компанією Crystal Spotlight.
29 жовтня вийшло відео на пісню «King Ghost» — третій сингл з майбутнього альбому. Його режисером виступив Джесс Коуп (англ. Jess Cope).
24 листопада Вілсон випустив четвертий сингл «12 Things I Forgot», що супроводжувався оголошенням про випуск повністю унікального, єдиного видання «The Future Bites», ціною 10 000 фунтів стерлінгів, всі кошти від продажу якого підуть благодійній організації Music Venue Trust на допомогу британським музичним закладам, які постраждали від пандемії COVID-19. Це видання було продано в день випуску, 27 листопада 2020 року.
У грудні вийшов студійний альбом проєкту Blackfield «For The Music» і соло-мініальбом «The B-Sides Collection», що включав 3 нові композиції («Eyewitness», «In FLoral Green», «Move Like A Fever») та ремікс пісні «King Ghost».

### 2021—сьогодення: The Harmony Codex
22 березня 2021 року Стівен Вілсон оголосив про скасування туру «The Future Bites», який мав розпочатися у вересні 2021 року, через невизначеність, пов'язану із організацією масових заходів під час пандемії COVID-19. Вілсон повідомив, що тепер зосередиться на майбутніх музичних проєктах, зокрема на наступному студійному альбомі, концептуальній роботі під назвою «The Harmony Codex», яка планувалася до виходу наприкінці 2023 року. Крім того, він представив автобіографію «Limited Edition of One», яка була опублікована компанією Little, Brown and Company 7 квітня 2022 року.
У своєму новорічному зверненні 2023 року Вільсон заявив, що «The Harmony Codex» вийде на лейблі Virgin Music і матиме тривалість 65 хвилин. Альбом вийшов 29 вересня 2023 року.

## Особисте життя
Стівену Вілсону подобається «загадковість» відносно свого особистого життя, привівши у приклад гурти Radiohead, Pink Floyd і Tool. Однак у нього є обліковий запис в Instagram, через який він публікує особисті новини та просуває власну музику.
У різних інтерв'ю Вілсон казав, що жертвує сім'єю заради музики. Проте у вересні 2019 року він одружився з ізраїльтянкою Ротем (англ. Rotem), згодом поділившись весільним знімком в Instagram. В інтерв'ю виданню Louder роком пізніше Вілсон прокоментував, що його попередня партнерка була «дуже приватною особою», однак досі «не є тою людиною, яка збирається публікувати фотографії, на яких робитиме прання або щось інше», а щодо сім'ї уточнив, що не досяг би того, що має зараз, якби мав сім'ю всі ці роки. У його дружини є дві дівчинки, яких Вілсон удочерив. Фото разом з дочками з написом «З Днем батька» з'явилося в інстаграмі Вілсона у червні 2020-го. Родина також створила обліковий запис в Instagram для свого собаки Бові, названого на честь Девіда Бові.
Вілсон — вегетаріанець, не курить та не вживає наркотики. Регілійні погляди — атеїстичні. Він захоплений темою релігії і сильний критик організованої релігії. Однак він вірить у не нав'язування своїх поглядів, але висловлює їх через історії та персонажів.
|                       | Я думаю, що це все, що ти можеш зробити як артист. Не проповідуй своїй аудиторії, а просто відображай світ з усіма його вадами та радостями.Оригінальний текст (англ.) I think that is all you can do as an artist. Not preach to your audience but just reflect the world with all its flaws and joys |
| — Стівен Вілсон, 2015 | |

## Дискографія
Altamont
- | Сторона А | Сторона А             | Сторона А  |
| #         | Назва                 | Тривалість |
| --------- | --------------------- | ---------- |
| 1.        | «Altamont»            | 16:43      |
| 2.        | «Watching Statues»    | 2:50       |
| 3.        | «The Tell Tale Heart» | 9:12       |
| Сторона Б | Сторона Б             | Сторона Б  |
| #         | Назва                 | Тривалість |
| --------- | --------------------- | ---------- |
| 1.        | «Split Image»         | 7:17       |
| 2.        | «Prayer For The Soul» | 16:04      |

- | Сторона А | Сторона А    | Сторона А  |
| #         | Назва        | Тривалість |
| --------- | ------------ | ---------- |
| 1.        | «Sutton Hoo» | 19:27      |
| Сторона Б | Сторона Б   | Сторона Б  |
| #         | Назва       | Тривалість |
| --------- | ----------- | ---------- |
| 1.        | «Testament» | 12:19      |
| 2.        | «Glow»      | 6:00       |

Karma
- | Сторона А | Сторона А            | Сторона А  |
| #         | Назва                | Тривалість |
| --------- | -------------------- | ---------- |
| 1.        | «Intruder D'Or»      | 3:53       |
| 2.        | «Tigers In The Rain» | 7:45       |
| 3.        | «Small Fish»         | 4:48       |
| Сторона Б | Сторона Б   | Сторона Б  |
| #         | Назва       | Тривалість |
| --------- | ----------- | ---------- |
| 1.        | «Nine Cats» | 15:30      |

- | Сторона А | Сторона А                                                    | Сторона А  |
| #         | Назва                                                        | Тривалість |
| --------- | ------------------------------------------------------------ | ---------- |
| 1.        | «Where Is The End If There Is No Beginning?»                 | 9:25       |
| 2.        | «A Peace Of Earth And Good Swill To All Pigs (Part 1 and 2)» | 20:59      |
| Сторона Б | Сторона Б      | Сторона Б  |
| #         | Назва          | Тривалість |
| --------- | -------------- | ---------- |
| 1.        | «Counterparts» | 30:00      |

Porcupine Tree
- 1992 — On The Sunday Of Life...
- 1993 — Up The Downstair
- 1995 — The Sky Moves Sideways
- 1996 — Signify
- 1999 — Stupid Dream
- 2000 — Lightbulb Sun
- 2002 — In Absentia
- 2005 — Deadwing
- 2007 — Fear Of A Blank Planet
- 2009 — The Incident[en]
- 2022 — Closure/Continuation

Incredible Expanding Mindfuck
- 1996 — I.E.M.
- 1999 — An Escalator to Christmas
- 2001 — Arcadia Son
- 2001 — I.E.M. Have Come for Your Children

Bass Communion
- 1998 — I
- 1999 — II
- 1998 — Atmospherics
- 2001 — III
- 2004 — Ghosts on Magnetic Tape
- 2005 — Indicates Void
- 2006 — Loss
- 2008 — Pacific Codex
- 2008 — Molotov and Haze
- 2009 — Chiaroscuro

Cover Version
- 2003 — Cover Version («Thank U», Alanis Morissette)
- 2004 — Cover Version II («The Day Before You Came», ABBA)
- 2005 — Cover Version III («A Forest», The Cure)
- 2006 — Cover Version IV («The Guitar Lesson», Momus[en])
- 2008 — Cover Version V («Sign O The Times», Prince)
- 2010 — Cover Version VI («Lord of the Reedy River», Donovan)

Соло кар'єра
- 2008 — Insurgentes[en]
- 2009 — NSRGNTS RMXS (EP)
- 2011 — Grace for Drowning[en]
- 2013 — The Raven that Refused to Sing (And Other Stories)[en]
- 2013 — Drive Home (EP)
- 2014 — Cover Version[en]
- 2015 — Hand. Cannot. Erase.[en]
- 2016 — 4 ½[en] (EP)
- 2017 — To the Bone
- 2020 — The B-Sides Collection (EP)
- 2020 — 12 Things I Forgot (EP)
- 2021 — The Future Bites
- 2023 — The Harmony Codex
- 2025 — The Overview